# Трарза
Трарза (на арабски: ولاية الترارزة; правопис по американската система BGN: Trarza) е една от областите на Мавритания. Разположена е в югозападната част на страната, има излаз на Атлантическия океан и граничи със Сенегал. Площта на Трарза е 67 800 км², а населението, според изчисления от юли 2019 г., 301 100 души. Главен град на областта е Росо. Област Трарза е разделена на 6 департамента.